# ファニー・ケンブル

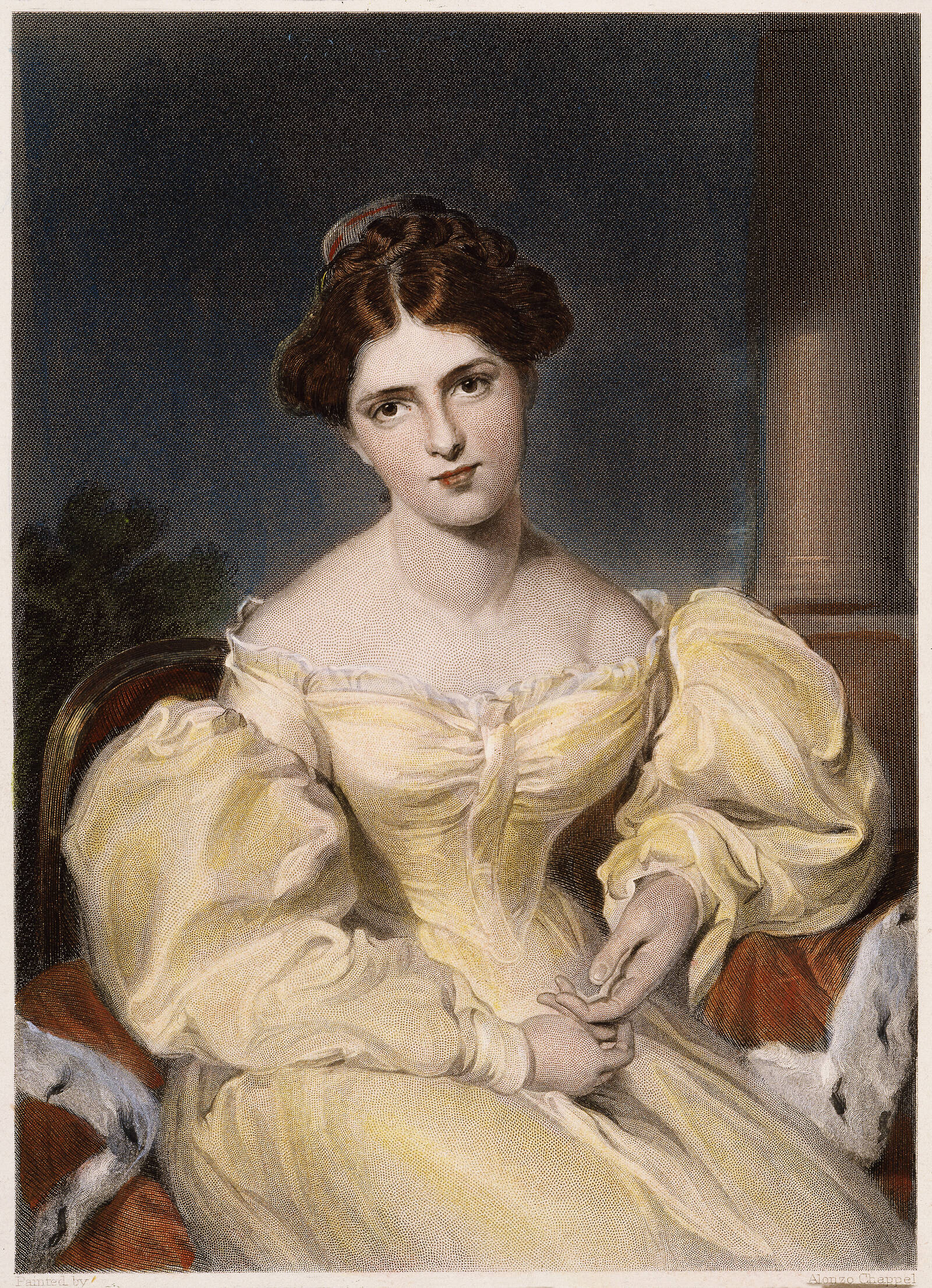
ファニー・ケンブル

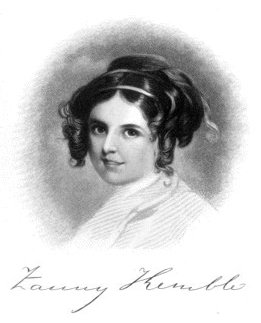
若い時のファニー・ケンブル

ファニー・ケンブル（本名フランシス・アン・ケンブル、英:Frances Anne Kemble、1809年11月27日 - 1893年1月15日）は19世紀イギリスの女優および著作家である。アメリカ合衆国の大農園主と結婚したが、この時に見た奴隷の待遇に衝撃を受け、後にその日記が出版されて奴隷制度廃止運動を盛り上げることに貢献した。

## 女優としての経歴
ファニー・ケンブルは、有名なケンブル俳優一家の一員であり、俳優のチャールズ・ケンブル (1775-1854) との長女であり、著名な悲劇女優サラ・シドンズ (1755–1831) やエリザベス・ホイットロック (1761-1836) の姪でもあった。ファニーの妹はオペラ歌手のアドレード・ケンブル (1815-1879) であった。ファニーはロンドンで生まれ、主にフランスで教育を受けた。
ファニーの初舞台は1829年10月26日のコヴェント・ガーデンでジュリエット役だった。ファニーの人を惹き付ける個性で直ぐに大きな評判を呼び、その人気でファニーの父親は経営者としての損失を埋め合わせることができた。ファニーは女優が演じる主要な役どころを全てこなした。ポーシャ（ベニスの商人）、ベアトリーチェおよびティーズル夫人（醜聞の学校）などだが、ジェイムズ・シェリダン・ノールズ (1784-1862) がファニーのために書き下ろした『せむし』のジュリア役はおそらく最大の当たり役になった。

## 結婚と離婚
1832年、ファニーは父親と共にアメリカ合衆国に公演の旅に出た。1833年、ボストンにいるときに、アメリカでは最初の商業用鉄道の革命的技術を見るためにクィンシーに出掛けた。この時のグラニット鉄道訪問の様子は彼女の日記に詳しい(Friends of the Blue Hills Journal of Fanny Kemble)。1834年、ファニーは女優を引退してジョージア州でも最大の奴隷所有者の跡取りで、アメリカ合衆国建国の父の一人、ピアース・バトラーの孫のピアース・バトラーと結婚した。2人が結婚したときはバトラーは奴隷所有者ではなかったが、2人の娘サラとフランシスが生まれたときまでに、祖父の財産を相続し、1838年から1839年にかけての冬に海上の島にあるプランテーションに妻のファニーを連れて行った。ファニーは奴隷の生活条件やその待遇に衝撃を受けた。奴隷の状態の改善に努め、夫には奴隷制について苦情を言った。1839年の春にプランテーションを離れたときも、奴隷制に関する議論が続き夫婦の関係もこじれていた。夫妻は1849年に離婚し、バトラーが2人の娘がある年齢に達するまで親権を取ることになった。ファニーは娘達がそれぞれ21歳になった時に一緒に暮らすようになった。バトラーは南北戦争が終わって間もなくそのプランテーションで死んだ。バトラーもファニーも再婚はしなかった。
1847年、ファニーは舞台に戻った。これは演劇に興味があったというよりも、バトラーと別れて後に離婚したので自活していく必要があったためだった。後にファニーは父親の例に倣ってシェイクスピア劇の朗読で大きな成功を得て、マサチューセッツ州からミシガン州まで、シカゴからワシントンまでと旅して周り、シェークスピアに対する新しい聴衆を掴んだ。

## 反奴隷制活動
ファニーはジョージアのプランテーションに居たころから日記を付けていた。これが南北戦争の前の時期に奴隷制度廃止運動家の間で回覧され、戦争が勃発するとイギリスとアメリカ両国で出版された。ファニーは奴隷制の問題に関して発言を続け、しばしば朗読から得た金を慈善目的で寄付した。
以下はファニーの日記の一節である。

## その後の人生
1877年、ファニーはイギリスに戻り、そこで死ぬまで旧姓を使って暮らした。この期間、ファニーはロンドン社交界の顕著で人気のある人物であった。ファニーはヘンリー・ジェイムズの友となり、創造的な刺激を与えた。ジェイムズの小説『ワシントン・スクエア』（1880年）はファニーがその親戚の一人について語った物語を元に作られた。
ファニーは著作の面でも活躍し、戯曲『フランソワ一世』（1832年）、『セビリアの星』（1837年）、詩集（1844年）やイタリア旅行記『慰めの年』（1847年）の他に、1835年に『日記』、また1863年に『ジョージアのプランテーション生活日記』を出版した。さらにアレクサンドル・デュマ・ペールやフリードリッヒ・シラーの翻訳を含む戯曲集も出版した。後年は、『少女時代の記録』（1878年）、『後の人生の記録』（1882年）、『シェークスピア劇の注釈』（1882年）『はるかな国・とおい昔』（1889年）および『さらなる記録』を出版した。ファニーの回想記の幾つかは当時の社会的また劇的な歴史を彩る価値或る記録が含まれている。
ファニーの娘サラは医者のオーウェン・ウィスターと出会い、恋に落ちた。サラとオーウェンには子供が一人でき、その子供が人気のあるアメリカの小説家になり、1902年の小説『バージニアン』を書いた。
ファニーのもう一人の娘フランシスはイギリスの牧師ジェイムズ・リーと結婚した。その2人の娘アリスが、ファニーが1893年にイギリスで死んだとき付き添っていた。

## 著作
下記のものは全てハーバード大学図書館Open Collections Programを通じてオンライン検索が可能である。
- Journal of a Residence on a Georgian Plantation in 1838-1839. New York: Harper & Bros., 1863, ISBN 0-8203-0707-6.
- Record of a Girlhood. London: R. Bentley and Son, 1878.
- Records of Later Life. New York: H. Holt and Co., 1882.
- Further Records, 1848-1883: a series of letters. London: R. Bentley and Son, 1890.